# Škoda 34BB
Škoda 34BB (nazwa handlowa E’City) – prototypowy niskopodłogowy autobus elektryczny wyprodukowany w 2017 r. przez czeską firmę Škoda Electric z wykorzystaniem nadwozia francuskiego producenta Heuliez Bus.

## Konstrukcja
Škoda 34BB to dwuosiowy, trzydrzwiowy autobus elektryczny o długości 12 m z niskopodłogowym nadwoziem modelu GX 337 francuskiego producenta autobusów Heuliez Bus. Wyposażony jest w technologie SiC i IGBT oraz asynchroniczny silnik elektryczny trakcyjny Škoda o mocy 160 kW, który zasilany jest bateriami litowo-jonowymi NMC o pojemności 275 kWh w pięciu blokach po 55 kWh. Zasięg na pełnym naładowaniu wynosi około 180 km. Pojazd można ładować z wtyczki (plug-in) lub z sieci trakcyjnej za pomocą pantografu na dachu.

## Produkcja i eksploatacja
Prototyp 12-metrowego autobusu elektrycznego 34BB wyprodukowano w 2017 r. Jeszcze w tym samym roku niedokończony autobus zaprezentowano na targach Czechbus w Pradze. Pojazd został ukończony w następnym roku i zakupiony przez Dopravní společnost Zlín-Otrokovice (DSZO) w czerwcu 2018. Dostawa prototypu autobusu opóźniła się o około rok i pojawił się on w Zlinie dopiero w styczniu 2020. Podczas kolejnych jazd próbnych wykryto usterki, więc pojazd zwrócono producentowi. Po wprowadzeniu modyfikacji autobus został dostarczono w czerwcu 2020. DSZO zapłaciło za niego 11,6 miliona koron zamiast pierwotnych 12,5 miliona koron, ponieważ zgodnie z aneksem do umowy z maja 2020 roku specyfikacje pojazdu określone w przetargu dotyczące pojemności nie zostały spełnione. 4 lipca 2020 r. autobus zadebiutował na linii nr 55 w Otrokovicach. W celu jego ładowania DSZO zbudował stację ładowania przed dworcem kolejowym w Otrokovicach. Škoda Electric planowała również produkcję krótszej wersji o długości 10 metrów oraz przegubowej o długości 18 metrów, ale żadna z nich nie została zrealizowana.